# Xanthopiodus hiekei
Xanthopiodus hiekei là một loài bọ cánh cứng trong họ Cerambycidae.